# Clyde Fitch
William Clyde Fitch (Elmira, 2 maggio 1865 – Châlons-en-Champagne, 4 settembre 1909) è stato un drammaturgo e scrittore statunitense.

## Biografia

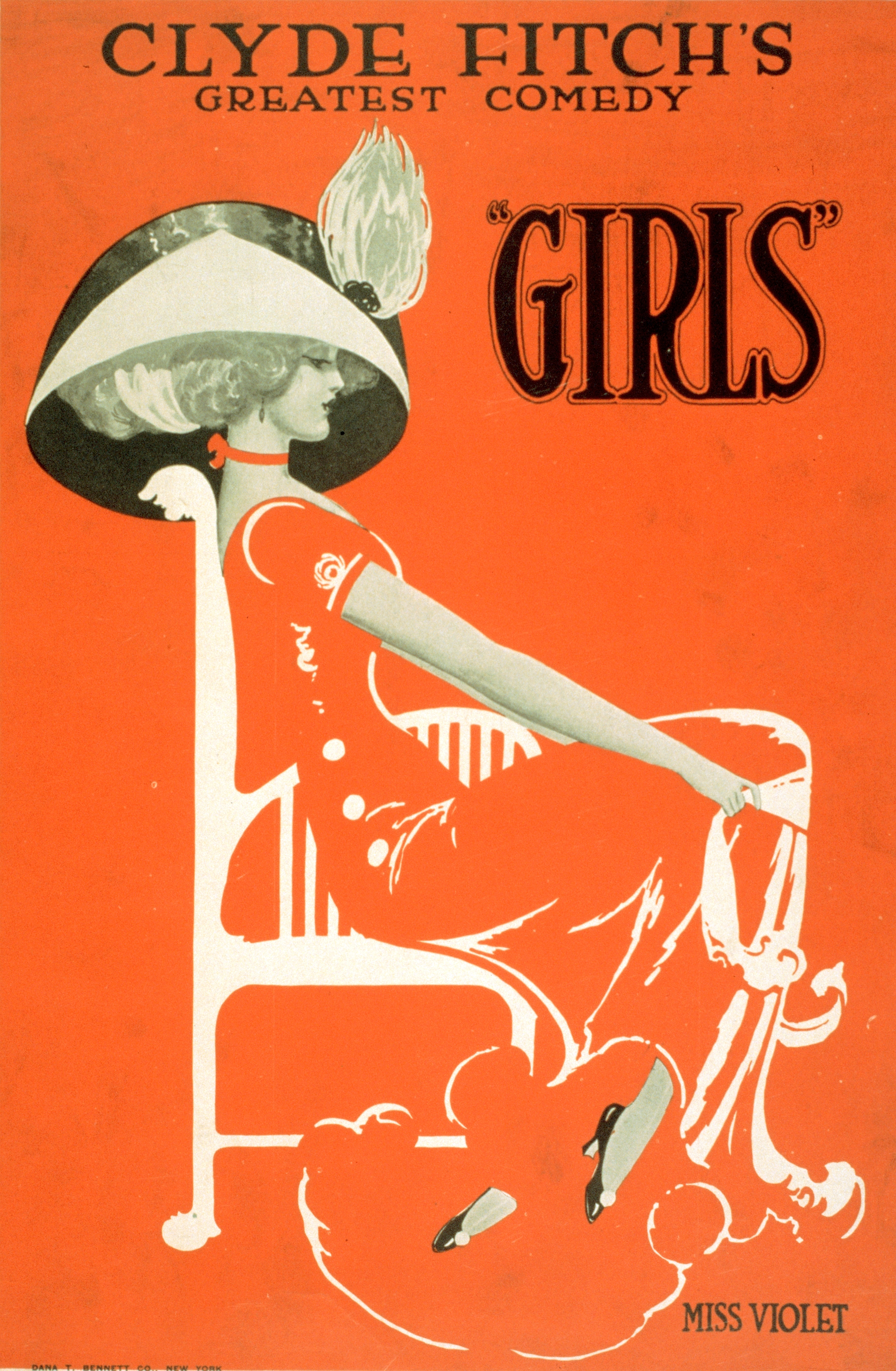
Poster della commedia Girls (1910)

Dopo la laurea ottenuta alla Amherst College nel 1886, iniziò a lavorare giovanissimo come giornalista e a scrivere racconti per riviste a New York, dopo di che si trasferì in Europa per approfondire le sue conoscenze, si avvicinò al palcoscenico e nel 1890 con l'opera Beau Brummell, si mise in evidenza conquistando il consenso del pubblico e della critica teatrale.
Conservò una certa popolarità e un buon successo, successivamente, con una lunga serie di lavori, una sessantina di drammi e commedie, variamente ispirati ai modelli europei contemporanei in auge.
In seguito dedicò la sua attenzione ad un approfondimento della società americana e mise in scena tre opere che lo resero celebre: Gli arrivisti (The Climbers, 1901); La donna in tribunale (Woman in the Case, 1903); La verita (The Truth, 1906).
Fondamentalmente i suoi maggiori successi si dimostrarono opere di satira sociale, brillanti nella commedia, nei dialoghi realistici e nella tecnica teatrale.

## Opere
- Gli arrivisti (The Climbers, 1901);
- La ragazza dagli occhi verdi (The Girl with the Green Eyes, 1902);
- La donna in tribunale (Woman in the Case, 1903);
- La verita (The Truth, 1906);
- La città (The City, 1909).